# Vladimir Zwass
Vladimir Zwass (* 3. Februar 1946) ist ein US-amerikanischer Wirtschaftsinformatiker und Distinguished Professor an der Fairleigh Dickinson University.

## Leben
Zwass wuchs als Sohn des Ökonomen Adam Zwass in Warschau und Moskau auf, studierte in Moskau und erwarb dort den Grad eines Diplomingenieurs für Elektronik. 1969 verließ er mit seiner Familie Moskau und dann Warschau, arbeitete zunächst in Wien für die Internationale Atomenergieorganisation (IAEA) und übersiedelte 1970 in die USA. Dort studierte er an der Columbia University, wo er seinen PhD in Informatik erwarb.
Seit 1975 ist er an der Fairleigh Dickinson University tätig. Im Rahmen seiner Tätigkeit gründete er 1984 das Journal of Management Information Systems, das als eine der drei führenden wissenschaftlichen Publikationen der Welt auf diesem Gebiet gewertet wird. Unter seinen bisher erfolgreichstes Büchern sind Introduction to Computer Science und Management Information Systems zu nennen. Letzteres wird als Lehrunterlage an der Harvard University, Cornell University, Rutgers University und mehr als 100 anderen Universitäten und Colleges verwendet.
Zwass verfasste die Artikel in der Encyclopædia Britannica über Informatik und Electronic Commerce. 1996 gründete er das International Journal of Electronic Commerce, das im aktuellen Ranking als führende Publikation der Welt in diesem Bereich gewertet wird.